# 다테야마촌 (야마가타현)
다테야마촌(楯山村)은 야마가타현 히가시무라야마군에 설치되었던 촌이다.